# Miliusa horsfieldii
Miliusa horsfieldii là loài thực vật có hoa thuộc họ Na. Loài này được (Bennett) Baill. ex Pierre mô tả khoa học đầu tiên năm 1881.